# Ожеговичи
Ожеговичи (хорв. Ožegovići) — хорватский дворянский род, берущий своё начало в XV веке, когда был упомянут его первый представитель Андрия Ожег, проживавший на севере Хорватии в селении Барлабашевец. Спустя два века, а именно в 1646 году, императором Священной Римской империи Фердинандом III Ожеговичам был официально пожалован статус дворянского рода.
Род Ожеговичей несмотря на многочисленные трансформации Хорватского государства и нестабильную обстановку на Балканах не только смог сохраниться до наших дней, но и «подарить» Хорватии нескольких выдающихся деятелей, среди которых были: один из командующих обороной Гвозданского замка Никола Ожегович, священник и биограф Юрай Ожегович, верховный судья Крижевацкой жупании Павао Ожегович, епископ и депутат Хорватского сабора Мирко Ожегович, политик Стьепан Ожегович, владелец родового имения в Клоковце Густав Ожегович, политик Метел Ожегович, художник Людевит Ожегович, оперная певица Лусия Ожегович и геолог Франьо Ожегович.